# Orachrysops niobe
Orachrysops niobe là một loài bướm trong họ Bướm xanh. Nó là loài đặc hữu ở Nam Phi.
Con đực có sải cánh dài 24–38 mm, con cái dài 22–42 mm. Con trưởng thành bay từ tháng 10 đến tháng 11 và từ tháng 2 đến tháng 3. Có hai thế hệ mỗi năm.